# メーゲスハイム
メーゲスハイム (ドイツ語: Megesheim) はドイツ連邦共和国バイエルン州シュヴァーベン行政管区のドナウ＝リース郡に属す町村（以下、本項では便宜上「町」と記述する）で、エッティゲン・イン・バイエルン行政共同体を構成する自治体の一つである。

## 地理
メーゲスハイムはリースの北縁部、アウクスブルク開発計画地域に位置している。

### 自治体の構成
本市は、公式には3つの地区 (Ort) からなる。このうち小集落や孤立農場などを除く集落は首邑のメーゲスハイムだけである。

## 歴史
メーゲスハイムは893年に初めて文献上に記録されている。1422年にはエッティンゲン伯の統治下におかれた。この他、ドイツ騎士団エッティンゲン騎士修道会、アイヒシュテット聖堂参事会、アンスバッハ辺境伯（1792年以降はプロイセン）が荘園領主であった。その後1803年に完全にプロイセン領となった。しかし、1806年のライン同盟によりバイエルン領となった。バイエルンの行政改革に伴う1818年の市町村令によって現在の自治体が成立した。

### 人口推移
- 1970年 768人
- 1987年 753人
- 2000年 871人

## 行政
町長はカール・コルプである。

## 経済と社会資本

### 教育
- 国民学校 1校

## 引用
1. ↑  https://www.statistikdaten.bayern.de/genesis/online?operation=result&code=12411-003r&leerzeilen=false&language=de Genesis-Online-Datenbank des Bayerischen Landesamtes für Statistik Tabelle 12411-003r Fortschreibung des Bevölkerungsstandes: Gemeinden, Stichtag (Einwohnerzahlen auf Grundlage des Zensus 2011)
2. ↑  Bayerische Landesbibliothek Online